# Pato Box
Pato Box ist ein Actionspiel des mexikanischen Entwicklerstudios Bromio. Es erschien 2018 für Windows, Mac OS, PlayStation 4, PlayStation Vita und Switch, 2019 auch für Xbox One.

## Beschreibung
Pato Box ist ein von Punch Out!! inspiriertes Actionspiel, in dem der Spieler in die Rolle des entenköpfigen Boxers Primo, besser bekannt als Patobox, schlüpft. Nach einem kontrovers verlorenen Kampf wird er in einer Gasse überfallen und lebensgefährlich verletzt. Nur knapp überlebt Primo den Angriff und vermutet seinen bisherigen Sponsor Deathflock hinter den Ereignissen. Er macht sich auf den Weg zum Deathflock-Hauptquartier und muss sich durch die verschiedenen Etagen des Hochhauses kämpfen. Geschicklichkeitspassagen und die Kämpfe gegen sieben Zwischen- und Endbosse stehen im Mittelpunkt, dazwischen kurze Erkundungspassagen des Deathlock-Hauptquartiers. Der Spieler verfolgt das Geschehen aus einer Third-Person-Perspektive mit einer Kameraposition direkt hinter der Spielfigur. Die Grafik ist comicartig und in schwarz-weiß gehalten.
Pato Box war das erste PC- und Konsolenspiel des Entwicklerteams Bromio, das zuvor hauptsächlich Spiele für Smartphones entwickelt hatte. Es entstand in Zusammenarbeit mit dem Indie-Entwickler César Arminio, der mit einem selbst geschriebenen Comic die Grundidee für das Spiel lieferte. Die Finanzierung des Spiels kam mit Hilfe einer Crowdfunding-Kampagne zustande. Auf Kickstarter konnte das Entwicklerteam 210.700 mexikanische Pesos von privaten Unterstützern einsammeln. Pato Box erschien im Mai 2018 über Steam für Windows und Mac OS, am 9. Juli für Switch, am 28. August für PlayStation 4 und am 18. September für PlayStation Vita. Eastasiasoft kündigte im März 2019 eine limitierte Auflage des Spiels auf Datenträger für PlayStation Vita und Switch an. Am 21. März 2019 erschien es dann auch für Xbox One.

## Rezeption
Das Spiel erhielt gemischte Kritiken.

„Pluspunkte bekommt Pato Box für die dunkle, sich langsam entwickelnde Geschichte rund um einen bösen Konzern und perfide Genexperimente sowie für die schicke Schwarz-Weiß-Optik und die vielen Anspielungen. Während des Tests habe ich jedoch nicht nur gelächelt, sondern vor allem geschimpft wie ein Kesselflicker. Die Boxkämpfe sind teilweise extrem herausfordernd bis unfair und vor allem der Hindernislauf im Schlachthaus brachte mich an die Grenzen meiner Geduld.“